# B. Alvin Drew
Pour les articles homonymes, voir Drew.
 Benjamin Alvin Drew, Jr est un astronaute américain né le 5 novembre 1962 à Washington DC (États-Unis).

## Vol réalisé
- Il réalise son premier vol en tant que spécialiste de mission à bord du vol STS-118, le 8 août 2007.
- Il réalise son second vol en tant que spécialiste de mission à bord du vol STS-133, le 24 février 2011.

## Honneur
L'astéroïde (104698) Alvindrew a été nommé en son honneur le 27 janvier 2021, dans la Minor Planet Circular no 128944.

## Liens externes

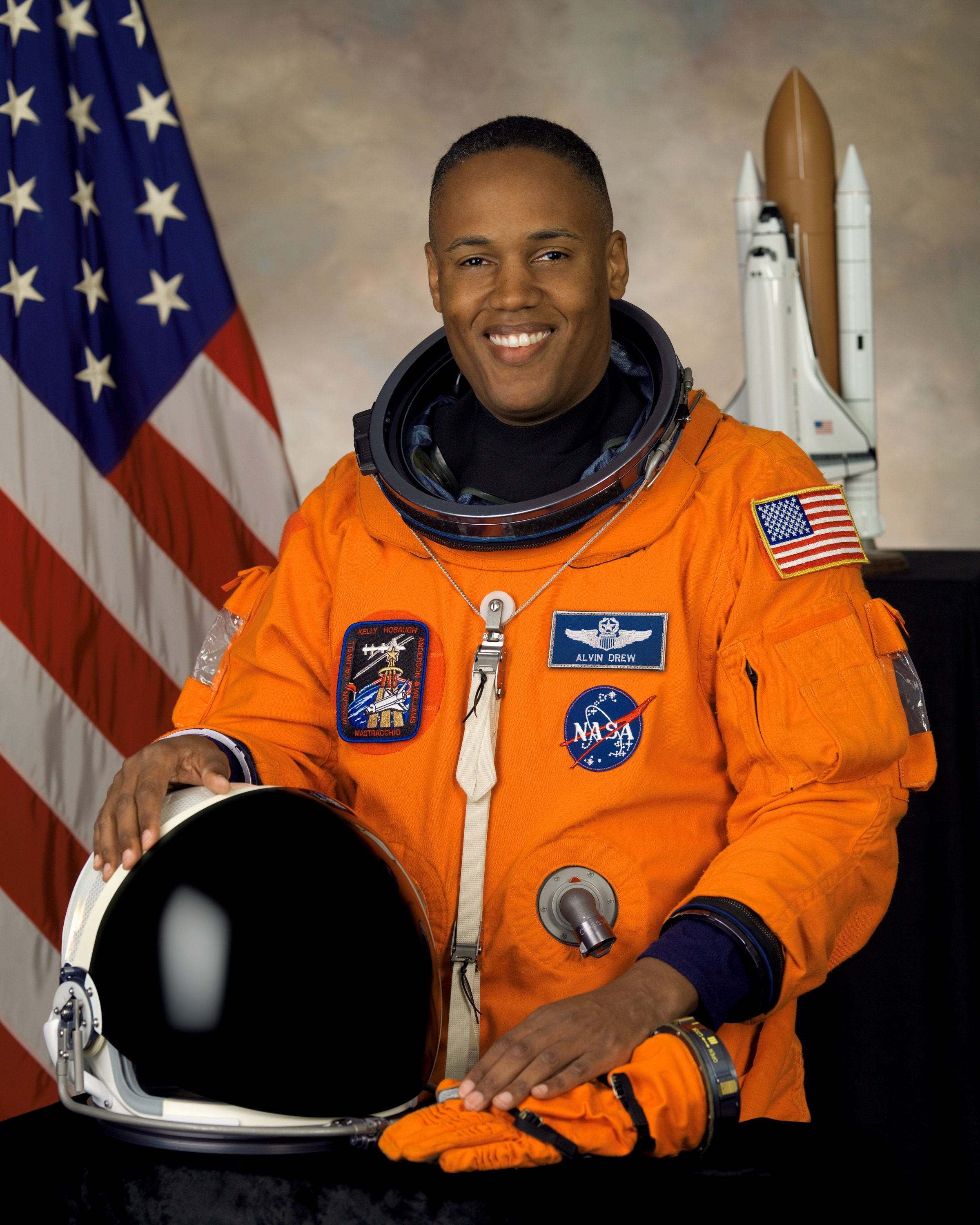
Portrait officiel de 2007